# 水土街道
水土街道，原为水土镇，是中华人民共和国重庆市北碚区下辖的一个乡镇级行政单位。2018年撤镇设街道。。区划代码改为500109008。明朝置土沱水驿。清改置水沱场。民谣曰：“北碚豆花土沱酒，好耍不过澄江口”；与土沱酒齐名的，是土沱麻饼。

## 行政区划
水土街道下辖以下地区：
陵江社区、九龙社区、屋基村、飞马村、三元村、云丰村、兴仁村、挑灯村、三汇村、大地村和万寿村。